# Sablauskiai
Sablauskiai – wieś na Litwie, w północnej części kraju, w okręgu szawelskim, w rejonie okmiańskim.
Według danych ze spisu powszechnego w 2001 roku we wsi mieszkało 477 osób. Według danych z 2011 roku wieś była zamieszkiwana przez 422 osoby – 229 kobiet i 193 mężczyzn.